# سارة ويب
سارة ويب (بالإنجليزية: Sarah Webb)‏ هي رسامة أمريكية، ولدت في 19 فبراير 1948.

## وصلات خارجية
- سارة ويب على موقع IMDb (الإنجليزية)